# Nicolas Chalon du Blé
Pour les articles homonymes, voir Chalon et Blé (homonymie).
Nicolas Chalon du Blé né le 24 janvier 1652 à Chalon-sur-Saône et mort le 10 avril 1730 à Paris, marquis d'Uxelles et de Cormatin, chevalier du Saint-Esprit et maréchal de France, est un militaire et diplomate français qui, pendant la période de la polysynodie, sous la Régence, présida le Conseil des affaires étrangères et s'opposa à la politique menée par le Régent. Éminent représentant de la famille du Blé, il est connu pour la postérité sous son titre de maréchal d'Huxelles.

## Biographie

Blason aux armes des du Blé.

### Un militaire bien en Cour

#### Membre du clan Le Tellier
Nicolas Chalon du Blé est le second fils de Louis Chalon du Blé, marquis d'Uxelles (ou d'Huxelles), lieutenant général, mort en 1658 au siège de Gravelines, et de Marie Le Bailleul (1626-1712), fille de Nicolas Le Bailleul, surintendant des finances, mariés en 1645.
Il est d'abord comte de Ténare, destiné à l'état ecclésiastique et est pourvu de l'abbaye de la Bussière.
Après la disparition sans descendance de son frère aîné Louis Chalon du Blé (29 août 1648-août 1669) au cours de l'expédition de Candie le 20 août 1669, Nicolas Chalon du Blé devient Marquis d'Huxelles. Il abandonne l'état ecclésiastique et reprend toutes les charges  de capitaine et gouverneur de la ville et citadelle de Chalon-sur-Saône, précédemment détenues par son frère. Il les garde jusqu'au mois précédant sa mort.
Nicolas Chalon du Blé appartient au clan des Le Tellier. Protégé de Louvois, il accomplit grâce à lui une carrière militaire et politique de premier plan.

#### Une carrière rapide
Il commence sa carrière militaire en 1671 et sert d'abord pendant la Guerre de Hollande, participant au siège de Maastricht de 1673, pendant lequel d'Artagnan meurt. En 1674, pendant le siège de Besançon, le roi lui donne  le régiment d'infanterie de Monseigneur le Dauphin qui était vacant à la suite de la mort d'un coup de canon de Henri marquis de Beringhen, son cousin. Il participe à plusieurs sièges en 1676 : Condé, Bouchain, Aire. Louvois accélère son avancement. En 1677, il est fait brigadier d'infanterie et sert aux sièges de Valenciennes et de Cambrai. En 1678, il est aux sièges de Gand et d'Ypres. Il participe le 14 août 1678 au combat de Saint-Denis près de Mons.
En 1683, au début de la Guerre des Réunions, Il est fait maréchal de camp. Il sert comme tel au siège de Luxembourg en 1684. En 1686, Huxelles dirige le camp militaire du chantier du canal de l'Eure pour l'alimentation en eau de Versailles, placé sous la responsabilité de Louvois. Il profite de cette occasion pour se faire remarquer du roi.
Il est promu lieutenant général en août 1688, peu de temps avant le début de la Guerre de la Ligue d'Augsbourg et prend part au siège de Philippsburg (1688) où il est blessé ; puis, lorsque l'armée française doit se replier, il est nommé commandant de la place de Mayence.

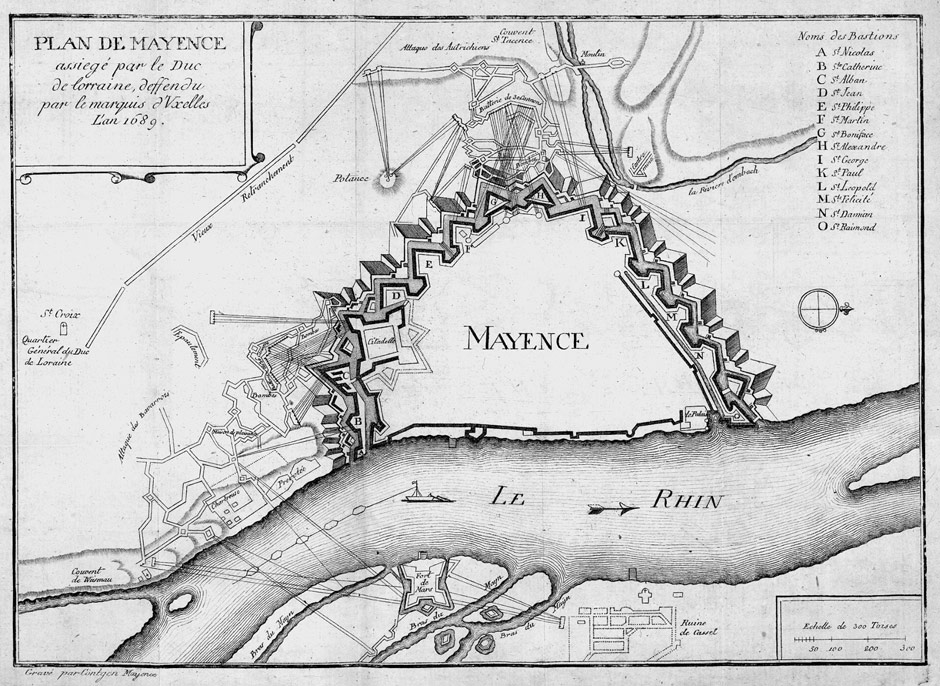
Siège de Mayence en l'année 1689. gravure, Paris, 1756.

Il soutient d'abord le siège contre les Impériaux mais doit capituler le 8 septembre 1689, à la dernière extrémité. À son retour à Paris, il est publiquement hué . Il conserve cependant la faveur de Louvois et du roi et est nommé pour commander en Alsace en avril 1690. Il sert ensuite en Allemagne sous les ordres des maréchaux de Lorges et de Choiseul en 1693, par exemple lors de la prise de Heidelberg. En 1694, il est créé directeur général de l'infanterie.
Au début de la Guerre de Succession d'Espagne, il ne participe pas à des offensives. En 1702, il est sous les ordres du maréchal de Catinat.  il reçoit le bâton de maréchal de France en 1703 et se démet de sa  direction générale de l'infanterie.
Huxelles  n'est pas seulement un combattant de terrain. Consulté par Louis XIV, il  participe aussi à la stratégie de cabinet.

### Le diplomate et le politique

#### Diplomate de Louis XIV et membre de la polysynodie
Avec l'abbé de Polignac, plus tard cardinal, Huxelles est envoyé par Louis XIV comme plénipotentaire aux conférences préliminaires de paix de Gertruydenberg (9 mars 1710). Ils doivent partir incognito et s'ennuient beaucoup lors de ces longues négocations. Ces pourparlers de paix sont finalement rompus par Louis XIV à la fin du mois de juillet suivant. Huxelles représente encore le roi lors de la négociation de la paix d'Utrecht en 1713.
En 1713, il devient gouverneur général d'Alsace et gouverneur de Strasbourg en 1715, mais il est retenu à Paris par ses fonctions au Conseil des Affaires étrangères. Il reste gouverneur d'Alsace en titre jusqu'à sa mort en 1730, mais dans les faits, comme Huxelles ne réside pas en Alsace, c'est le comte du Bourg qui y commande, avant de succéder à Huxelles comme gouverneur en 1730.
En effet, Huxelles participe à la polysynodie, au début de la Régence, en présidant le Conseil des affaires étrangères (1715-1718), dont les autres membres sont l'abbé Jean d'Estrées, Philippe de Montboissier-Beaufort marquis de Canillac et Louis de Clermont de Montglat comte de Cheverny. Le Régent nomme Huxelles à ce poste parce qu'il est un ancien protégé de Louvois et un soutien discret du duc du Maine, le principal adversaire politique du Régent. Pour ce dernier cette nomination fait partie d'une stratégie globale de neutralisation du parti du duc du Maine.

#### Huxelles marginalisé
En fait, Huxelles est rapidement marginalisé. En effet, le Régent décide lui-même des grandes orientations diplomatiques et n'y associe pas pleinement le Conseil des affaires étrangères. Ainsi, ce n'est pas au Conseil des Affaires étrangères qu'il confie les négociations qui aboutissent d'abord à la signature de la Triple Alliance le 4 janvier 1717, puis de la Quadruple Alliance le 2 août 1718, mais à son fidèle secrétaire, Dubois. Il faut souligner qu'il s'agit d'une volte-face totale : la France s'allie avec les Provinces-Unies, la Grande-Bretagne et le Saint-Empire contre l'Espagne de Philippe V.
Huxelles, représentant de "la vieille Cour", est attaché à l'alliance espagnole et farouchement opposé à l 'alliance anglaise. Il se tient au courant, par les ambassadeurs, de l'avancée des discussions. Au sein de la polysynodie, il devient ainsi un des opposants politiques du Régent. Il utilise le réseau des ambassadeurs pour contester la politique étrangère menée par Dubois, qui entretient des relations privilégiées avec le Régent et passe par-dessus son autorité. Très rapidement, les relations entre les deux hommes se tendent et le Régent tarde à arbitrer.
Huxelles entre au Conseil de Régence le 19 mars 1718. Il sème les embûches afin de retarder le renversement des alliances. Après la signature de la Quadruple Alliance le 2 août 1718, il n'accepte de la ratifier que sur injonction du Régent. Cette opposition, de plus en plus ouverte, du maréchal d'Huxelles et d'autres membres éminents des Conseils à la politique étrangère du Régent est une des causes de la chute de la polysynodie. Le 24 septembre 1718, le Conseil des affaires étrangères est supprimé par une simple lettre du Régent à son président, Huxelles. Le même jour, l'abbé Guillaume Dubois devient secrétaire d'État des Affaires étrangères.

#### Ministre d'État
Il assiste au sacre du roi Louis XV à Reims le dimanche 25 octobre 1722 où il porte la main de justice. 
En 1724, il participe à la décision prise par le duc de Bourbon de renvoyer en Espagne l'infante Marie-Anne-Victoire d'Espagne qui devait se marier avec le jeune Louis XV. 
En 1726, quand le cardinal de Fleury parvient au pouvoir, il rappelle Huxelles au Conseil d'en haut et le fait donc ministre d'État.

### Homosexuel notoire
Homosexuel (mot anachronique au XVIIIe siècle) notoire, le maréchal d'Huxelles aime la compagnie de beaux laquais et de jeunes officiers. Saint-Simon, emporté par ses habituelles phrases énumératives, le décrit ainsi :
Il meurt célibataire à Paris le 10 avril 1730. Dans son testament, il demande à être enseveli sans cérémonie et effectue des legs importants à ses domestiques. Il semble pourtant avoir été l'amant de Mme de Ferriol, sœur d'Alexandrine et du cardinal de Tencin, et mère des comtes d'Argental et de Pont-de-Veyle, si l'on en croit Sainte-Beuve (Portraits Littéraires, Paris, Laffont 1993, Mademoiselle Aïssé, p. 799-800.)

### Sources datant de l'Ancien Régime
- Relation du siège de Grave en 1674 et de celui de Mayence en 1689, Paris, Jombert, 1756 (lire en ligne)
- Pinard, Chronologie historique-militaire, contenant l'histoire de la création de toutes les charges, dignités et grades militaires supérieurs, de toutes les personnes qui les ont possédés... des troupes de la maison du Roi., t. 3 : Suite des maréchaux de France, les grands maîtres de l'artillerie, les colonels généraux ..., Paris, Claude Hérissant, 1761 (lire en ligne), p. 136-140
- Louis de Rouvroy de Saint-Simon, Mémoires,

### Historiographie récente
- Lucien Bély, « Les larmes de Monsieur de Torcy. Un essai sur les perspectives de l'histoire diplomatique à propos des conférences de Gertruydenberg (mars-juillet 1710) », Histoire, économie & société, vol. 2, no 3,‎ 1983, p. 429–456 (DOI 10.3406/hes.1983.1337, lire en ligne, consulté le 12 juin 2021)
- Lucien Bély, L’art de la paix en Europe, Presses universitaires de France, 2007 (ISBN 978-2-13-055365-6, DOI 10.3917/puf.bely.2007.01, lire en ligne)
- Jean-Philippe Cénat, Le roi stratège. Louis XIV et la direction de la guerre 1661-1715, Rennes, Presses Universitaires de Rennes, coll. « Histoire », 2010, 386 p. (ISBN 978-2-7535-1093-7)
- Jean-Philippe Cénat, Louvois. Le double de Louis XIV, Paris, Tallandier, 2015, 512 p. (ISBN 979-10-210-0715-4)
- Guy Chaussinand-Nogaret, Le Cardinal de Fleury, le Richelieu de Louis XV, Paris, Payot, coll. « Biographie », 2002, 241 p. (ISBN 9782228896528)
- Damien Crelier, « Saint-Simon et le «goût italien» : l'homosexualité dans les Mémoires », Cahiers Saint-Simon, vol. 42, no 1,‎ 2014, p. 47–60 (DOI 10.3406/simon.2014.1533, lire en ligne, consulté le 19 juin 2021)
- Alexandre Dupilet, La Régence absolue. Philippe d'Orléans et la polysynodie (1715-1718), Seyssel, Champ Vallon, coll. « époques », 2011, 437 p. (ISBN 978-2-87673-547-7)
- Alexandre Dupilet, Le cardinal Dubois. Le génie politique de la Régence, Paris, Tallandier, 2015, 411 p. (ISBN 979-10-210-0761-1)
- Charles Frostin, Les Pontchartrain, ministres de Louis XIV : Alliances et réseau d'influence sous l'Ancien Régime, Rennes, Presses universitaires de Rennes, coll. « Histoire », 2006, 597 p. (ISBN 978-2-7535-3211-3, lire en ligne)
- Guillaume Lasconjarias, Un air de majesté. Gouverneurs et commandants dans l'Est de la France au XVIIIe siècle, Paris, CTHS, coll. « Histoire » (no 40), 2010, 378 p. (ISBN 978-2-7355-0701-6), p. 343
- Pascale Mormiche, Le petit Louis XV. Enfance d'un prince, genèse d'un roi (1704-1725), Ceyzérieu, Champ Vallon, coll. « époques », 2018, 420 p. (ISBN 979-10-267-0739-4)
- Simon Surreaux, Servir le roi. Vie et mort des maréchaux de France au XVIIIe siècle, Paris, Vendémiaire, 2017, 220 p. (ISBN 978-2-36358-284-3)
- Frédéric Tiberghien, Versailles, le chantier de Louis XIV 1662-1715, Paris, Perrin, coll. « Tempus » (no 155), 2006 (1re éd. 2002) (ISBN 2-262-02547-9)
- Jacques Tuffet, « Saint-Simon et le style de son temps », Cahiers Saint-Simon, vol. 3, no 1,‎ 1975, p. 79–83 (DOI 10.3406/simon.1975.913, lire en ligne, consulté le 12 juin 2021)